# 比心
心形手勢（英語：hand heart），是指比劃出心形（❤），表達喜愛、友好的一種手勢，這個動作可叫比心。心在人類文化中常和生命、意識、愛慕、情感聯繫在一起，故比心實際上是對正面情緒的表達。

## 種類

### 第一種

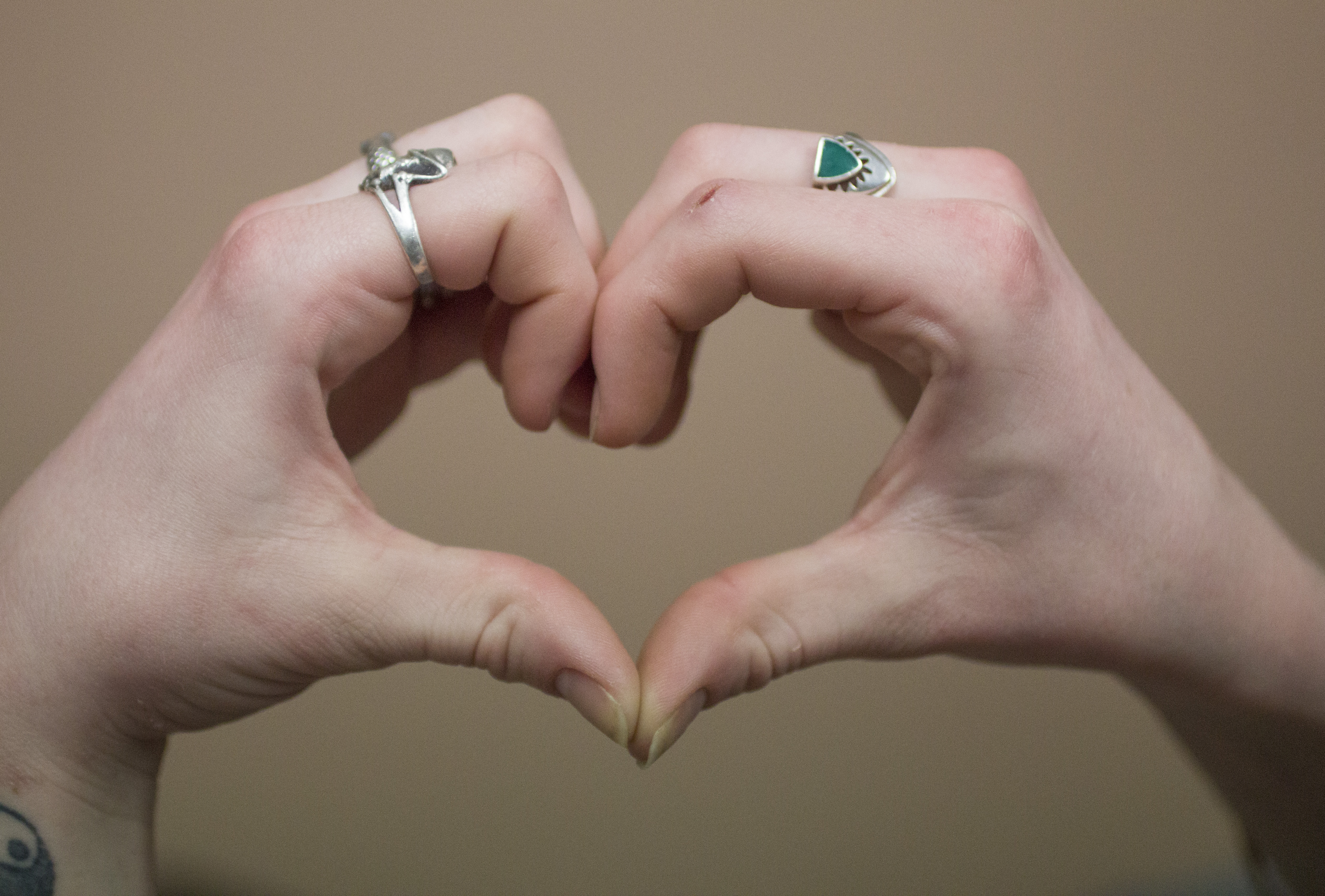
勝利心
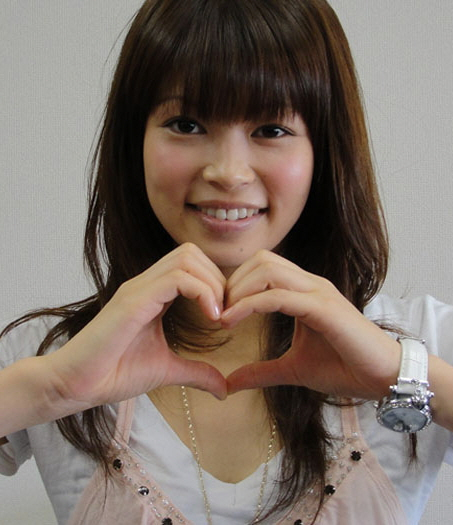
比出勝利心的日本藝人池田彩
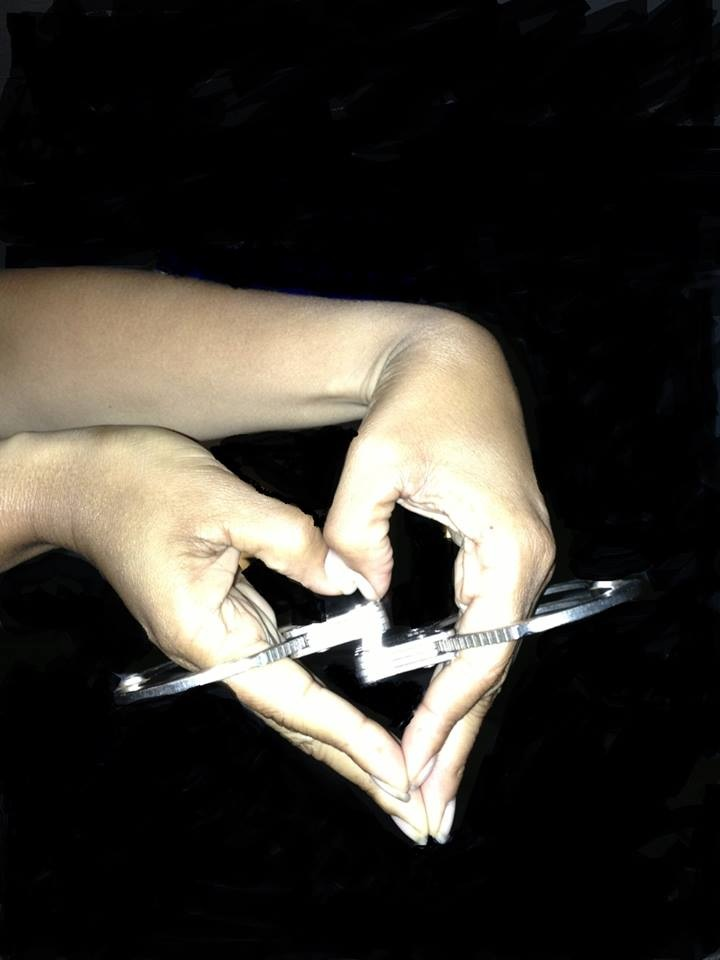
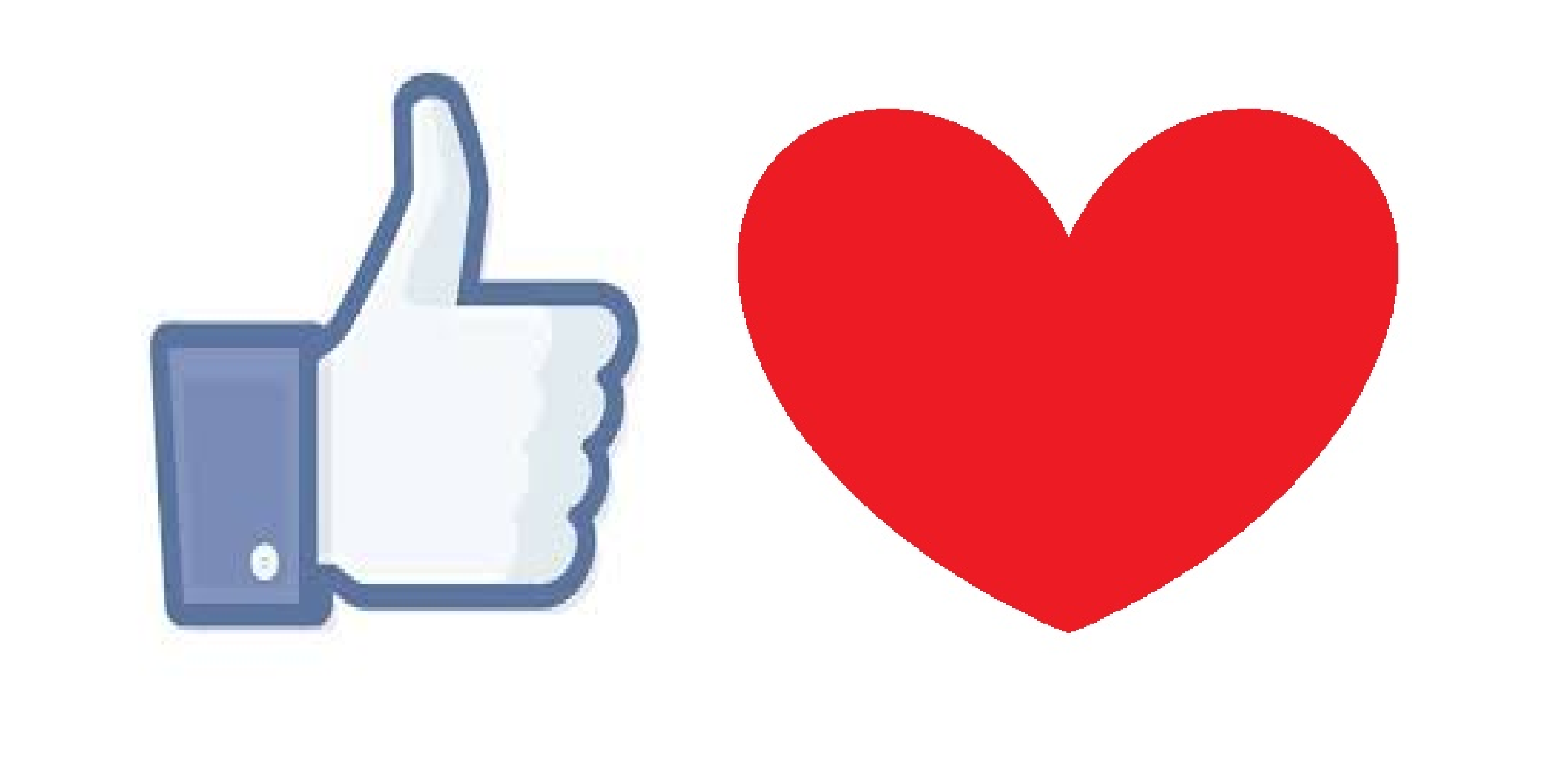
“好人手勢”

用兩手在身前合成一個對稱的心形，兩個拇指合成突出的兩瓣，其餘八指併攏合成下端；或者八指併攏合成兩瓣，兩個拇指合成下端。該手勢被稱為勝利心。
這個手勢在流行文化中還有好人手勢的變形，意指一方比出半個心形，另一方卻不配合，而只比出大拇指朝上，表達“你是好人”，潛台詞是“但我不願意和你交往”。

### 第二種
和第一種雙手合成心形的方式相似，但兩手要放在頭頂合成兩瓣，以兩隻手臂作為心形的輪廓。這種心形看起來更大，可用來表達親密關係的愛慕情感。據說該手勢來自韓國流行文化。

### 第三種

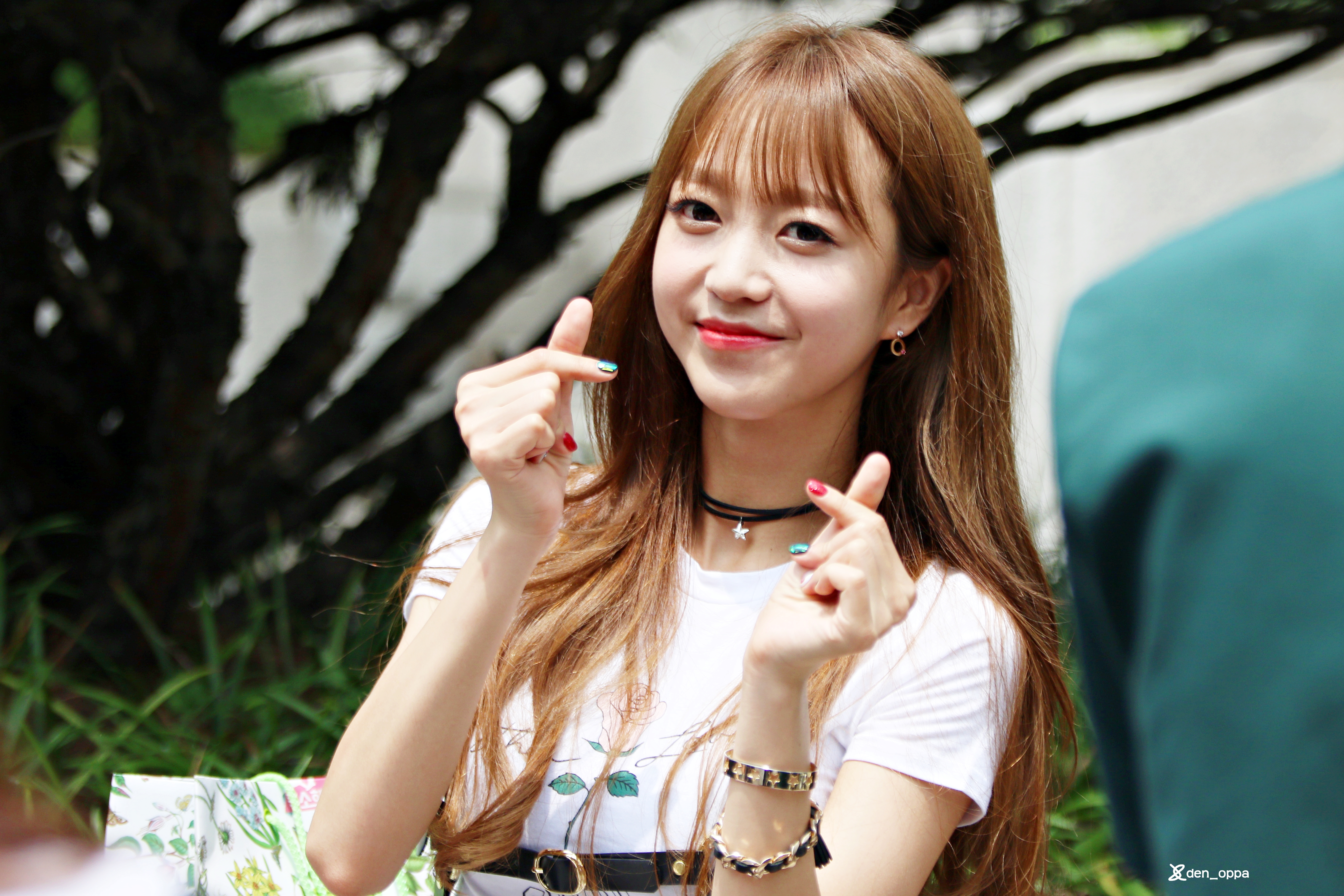
比出手指心形的韓國藝人金昭希
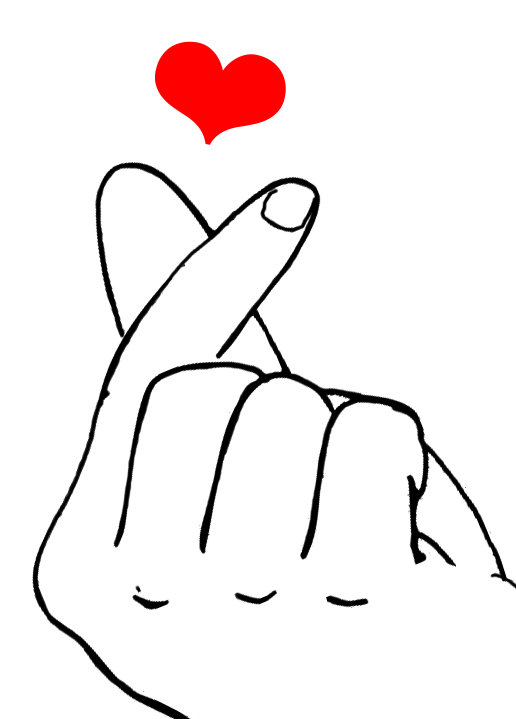
手指心形

21世紀10年代以後，逐漸出現一種拇指和食指交叉表達心形的手勢，兩指突出形似心形的兩瓣，叫做手指心形（英語：finger heart）。該手勢以一隻手就能方便完成，故迅速流行起來。據說它也來自韓國流行文化。另外，手指心形與「錢」、「要錢」的手勢近似（在於是否有指頭磨擦動作），应注意甄别。